# Лев-Толстовский район
Лев-Толсто́вский райо́н — административно-территориальная единица в Липецкой области России. В границах района образован одноимённый муниципальный район.
Административный центр — посёлок Лев Толстой.

## География
Площадь — 970 км². Район граничит с Рязанской областью, а также с Чаплыгинским, Данковским, Добровским и Лебедянским районами Липецкой области.
Основные реки — Гущина Ряса, Ягодная Ряса, Раковая Ряса (пересыхающие), река Сквирня.
Большую часть района занимает возвышенная волнистая равнина, слабо расчлененная долинами, балками и оврагами. Преобладают в основном черноземы, выщелоченные и оподзоленные. Ландшафты типичны для лесостепной зоны Среднерусской провинции.
Полезные ископаемые представлены песками для строительных работ и производства силикатных изделий .

## История
Астаповский (позже переименован в Лев-Толстовский) район образован 30 июля 1928 года в составе Центрально-Чернозёмной области (до 1930 входил в Козловский округ).
20 октября 1933 года Президиум ВЦИК постановил «Перечислить Люблинский и Зыковский сельсоветы Лев-Толстовского района в Раненбургский район»*
После разделения ЦЧО 31 декабря 1934 года вошёл в состав Воронежской,
26 сентября 1937 года — во вновь образованную Рязанскую область.
После образования Липецкой области включён в её состав.
1 февраля 1963 район был упразднён, а территория вошла в Данковский и Чаплыгинский районы, но 11 января 1965 года восстановлен.
Законом Липецкой области от 2 июля 2004 года № 114-ОЗ 12 сельсоветов района были наделены статусом сельских поселений, включая Лев-Толстовский сельсовет, образованный после перевода посёлка Лев Толстой в разряд сельских населённых пунктов.
28 апреля 2010 года Законом Липецкой области № 385-ОЗ были упразднены Ильинский и Кузовлевский сельсоветы.

## Население
| 1939    | 1959    | 1970    | 1979    | 1989    | 2001    | 2002    |
| ------- | ------- | ------- | ------- | ------- | ------- | ------- |
| 25 324  | ↘20 053 | ↗22 998 | ↘18 811 | ↘17 748 | ↗18 700 | ↘17 862 |
| 2006    | 2009    | 2010    | 2011    | 2012    | 2013    | 2014    |
| ↘17 000 | ↘16 818 | ↗17 141 | ↘17 103 | ↘17 004 | ↘16 853 | ↘16 766 |
| 2015    | 2016    | 2017    | 2018    | 2021    |         |         |
| ↗16 772 | ↘16 711 | ↗16 878 | ↘16 740 | ↗16 850 |         |         |

### Национальный состав
По итогам переписи населения 2020 года проживали следующие национальности (национальности менее 0,1 % и другое, см. в сноске к строке «Другие»):
| Национальность | Численность, чел. | Доля     |
| -------------- | ----------------- | -------- |
| Русские        | 15 316            | 90,90 %  |
| Армяне         | 379               | 2,25 %   |
| Таджики        | 165               | 0,98 %   |
| Азербайджанцы  | 79                | 0,47 %   |
| Табасараны     | 31                | 0,18 %   |
| Татары         | 19                | 0,11 %   |
| Украинцы       | 18                | 0,11 %   |
| Другие         | 843               | 5,00 %   |
| Итого          | 16 850            | 100,00 % |

## Административно-муниципальное устройство
Лев-Толстовский район, в рамках административно-территориального устройства области, включает 10 административно-территориальных единиц — 10 сельсоветов.
Лев-Толстовский муниципальный район включает десять сельских поселений:
| №  | Муниципальное образование   | Административный центр              | Количество населённых пунктов | Население | Площадь, км2 |
| -- | --------------------------- | ----------------------------------- | ----------------------------- | --------- | ------------ |
| 1  | Гагаринский сельсовет       | село Гагарино                       | 3                             | ↘664      | 99,06        |
| 2  | Домачевский сельсовет       | село Домачи                         | 4                             | ↗650      | 83,81        |
| 3  | Знаменский сельсовет        | село Знаменское                     | 7                             | ↗1093     | 152,65       |
| 4  | Лев-Толстовский             | посёлок Лев Толстой                 | 1                             | ↗8875     | 18,50        |
| 5  | Новочемодановский сельсовет | село Новочемоданово                 | 7                             | ↘910      | 130,26       |
| 6  | Октябрьский сельсовет       | посёлок совхоза имени Льва Толстого | 5                             | ↗1072     | 120,52       |
| 7  | Остро-Каменский сельсовет   | село Золотуха                       | 4                             | ↘1091     | 94,77        |
| 8  | Первомайский сельсовет      | село Первомайское                   | 6                             | ↘753      | 92,31        |
| 9  | Топовский сельсовет         | село Топки                          | 5                             | ↘733      | 100,28       |
| 10 | Троицкий сельсовет          | село Троицкое                       | 3                             | ↘1009     | 76,04        |

## Населённые пункты
В Лев-Толстовском районе 45 населённых пунктов.
| №  | Населённый пункт            | Тип          | Население | Муниципальное образование   |
| -- | --------------------------- | ------------ | --------- | --------------------------- |
| 1  | Астапово                    | село         | ↘277      | Октябрьский сельсовет       |
| 2  | Барятино                    | село         | ↘9        | Знаменский сельсовет        |
| 3  | Большая Карповка            | село         | ↘7        | Домачевский сельсовет       |
| 4  | Бычки                       | деревня      | ↘54       | Гагаринский сельсовет       |
| 5  | Вишенки                     | деревня      | ↘1        | Троицкий сельсовет          |
| 6  | Гагарино                    | село         | ↘718      | Гагаринский сельсовет       |
| 7  | Гагино                      | село         | ↘131      | Топовский сельсовет         |
| 8  | Головинщино                 | село         | ↗498      | Троицкий сельсовет          |
| 9  | Грязновка                   | деревня      | ↘3        | Октябрьский сельсовет       |
| 10 | Дёмкинский                  | посёлок      | →1        | Первомайский сельсовет      |
| 11 | Денисьево                   | деревня      | ↗53       | Топовский сельсовет         |
| 12 | Домачи                      | село         | ↘454      | Домачевский сельсовет       |
| 13 | Загрядчино                  | село         | ↘212      | Топовский сельсовет         |
| 14 | Знаменское                  | село         | ↗617      | Знаменский сельсовет        |
| 15 | Золотуха                    | село         | ↗750      | Остро-Каменский сельсовет   |
| 16 | Зыково                      | село         | ↘18       | Гагаринский сельсовет       |
| 17 | Ильинка                     | село         | ↗193      | Новочемодановский сельсовет |
| 18 | Кордюки                     | деревня      | ↘31       | Топовский сельсовет         |
| 19 | Котовка                     | деревня      | ↘132      | Остро-Каменский сельсовет   |
| 20 | Красное Колычёво            | село         | ↘3        | Октябрьский сельсовет       |
| 21 | Красный                     | посёлок      | ↘157      | Знаменский сельсовет        |
| 22 | Круглое                     | село         | ↘175      | Остро-Каменский сельсовет   |
| 23 | Кузовлёво                   | село         | ↘280      | Первомайский сельсовет      |
| 24 | Кузьминка                   | деревня      | ↘15       | Первомайский сельсовет      |
| 25 | Лев Толстой                 | посёлок      | ↗8875     | Лев-Толстовский сельсовет   |
| 26 | Малая Знаменка              | деревня      | ↘5        | Знаменский сельсовет        |
| 27 | Малая Карповка              | деревня      | ↘1        | Домачевский сельсовет       |
| 28 | Митягино                    | село         | ↘408      | Новочемодановский сельсовет |
| 29 | Митягино                    | ж.д. станция | ↘2        | Новочемодановский сельсовет |
| 30 | Николаевка                  | деревня      | ↘12       | Новочемодановский сельсовет |
| 31 | Новочемоданово              | село         | ↘367      | Новочемодановский сельсовет |
| 32 | Озерки                      | деревня      | ↘20       | Новочемодановский сельсовет |
| 33 | Орловка                     | село         | ↘123      | Домачевский сельсовет       |
| 34 | Острый Камень               | село         | ↗190      | Остро-Каменский сельсовет   |
| 35 | Первомайское                | село         | ↘577      | Первомайский сельсовет      |
| 36 | Племянниково                | село         | →3        | Знаменский сельсовет        |
| 37 | Свищевка                    | село         | ↘197      | Знаменский сельсовет        |
| 38 | Сланское                    | село         | ↘94       | Октябрьский сельсовет       |
| 39 | совхоза имени Льва Толстого | посёлок      | ↘670      | Октябрьский сельсовет       |
| 40 | Срезнево                    | село         | ↘17       | Знаменский сельсовет        |
| 41 | Тихий Дон                   | посёлок      | ↘18       | Первомайский сельсовет      |
| 42 | Топки                       | село         | ↘457      | Топовский сельсовет         |
| 43 | Троицкое                    | село         | ↗534      | Троицкий сельсовет          |
| 44 | Халатово                    | ж.д. станция | 3         | Новочемодановский сельсовет |
| 45 | Чечёрский                   | посёлок      | ↘4        | Первомайский сельсовет      |

## Официальные символы района

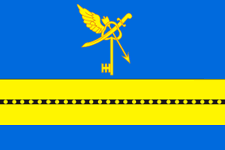

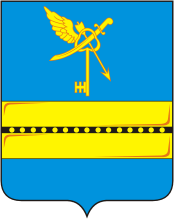

Флаг Лев-Толстовского района был утверждён решением Лев-Толстовского районного Совета депутатов от 03.09.2003, № 368.
Герб Лев-Толстовского района был утверждён решением Лев-Толстовского районного Совета депутатов от 03.09.2003, № 368.

## Экономика
25 декабря 2006 года на территории Лев-Толстовского района была образована особая экономическая зона регионального уровня агропромышленного типа «Астапово».

## Достопримечательности
В посёлке Льве Толстом есть музей, где Л. Н. Толстой провёл свои последние дни. См. Лев Толстой

## Русская Православная церковь
- Троицкий Храм во Льве Толстом
- Космодамианская церковь в Головинщино
- Дмитриевская церковь в Астапово
- Покровская церковь в Астапово
- Христорождественская церковь в Гагарино
- Георгиевская церковь в Грязновке
- Никольская церковь в Домачах
- Казанская церковь в Загрядчино
- Церковь иконы Божией Матери «Знамение» в Знаменском
- Покровская церковь в Зыково
- Иверская церковь в Карповке
- Введенская церковь в Колычево
- Церковь Спаса Нерукотворного Образа в Круглом
- Георгиевская церковь в Кузовлёво
- Космодамианская церковь в Митягино
- Никольская церковь в Остром Камне
- Георгиевская церковь в Первомайском
- Казанская церковь в Племянниково
- Сергиевская церковь в Сланском
- Спасская церковь в Гагино
- Богоявленская церковь в Топках
- Троицкая церковь в Троицком
- Воскресенская церковь в Чемоданово
- Иаково-Алфеевская церковь в Орловке

## Известные жители
- Борисов, Иван Фёдорович (1924—1994) — советский офицер, участник Великой Отечественной войны, мастер танкового боя, Герой Советского Союза. Родился в селе Племянниково.
- Глушатов, Василий Прохорович (21.03.1926, в селе Козлово — 2010, в Новосибирске) — Герой Социалистического Труда[27]